# ジェイク・エシュ
ジェイコブ・オットー・エシュ（Jacob Otto Esch, 1990年3月27日 - ）は、アメリカ合衆国・ミネソタ州セントポール出身の元プロ野球選手（投手）。右投右打。

## 経歴

### プロ入りとマーリンズ時代
2011年のMLBドラフト11巡目（全体343位）でフロリダ・マーリンズから指名され、プロ入り。契約後、傘下のルーキー級ガルフ・コーストリーグ・マーリンズでプロデビュー。A-級ジェームズタウン・ジャマーズでもプレーし、この年は2球団合計で12試合に登板して3勝1敗・防御率3.38・17奪三振の成績を残した。
2012年はA-級ジェームズタウンとA級グリーンズボロ・グラスホッパーズでプレーし、2球団合計で16試合（先発6試合）に登板して4勝3敗1セーブ・防御率3.15・53奪三振の成績を残した。また、第3回WBC予選のイギリス代表にも選ばれた。
2013年はA+級ジュピター・ハンマーヘッズでプレーし、23試合（先発19試合）に登板して2勝10敗・防御率4.69・57奪三振の成績を残した。
2014年もA+級ジュピターでプレーし、25試合（先発24試合）に登板して6勝6敗・防御率4.06・105奪三振の成績を残した。
2015年はルーキー級ガルフ・コーストリーグ、AA級ジャクソンビル・サンズとAAA級ニューオーリンズ・ゼファーズでプレーし、3球団合計で23試合に先発登板して8勝8敗・防御率3.72・95奪三振の成績を残した。オフの11月20日に40人枠入りした。
2016年はAA級ジャクソンビルで開幕を迎え、8月にAAA級ニューオーリンズへ昇格。8月31日にメジャー初昇格を果たし、同日のニューヨーク・メッツ戦で先発してメジャーデビュー（結果は41⁄3回を2失点で勝敗付かず）。メジャーでは3試合に先発登板したが、0勝1敗・防御率5.54・WHIP1.77と結果を残せなかった。マイナー（AA級ジャクソンビルとAAA級ニューオーリンズ）では計26試合に先発登板し、12勝10敗・防御率4.31・WHIP1.33の成績を残した。

### パドレス時代
2017年3月31日にウェイバー公示を経てサンディエゴ・パドレスへ移籍した。開幕はAA級サンアントニオ・ミッションズで迎えたが、4月12日にアクティブ・ロースター入りし、同日のコロラド・ロッキーズ戦の9回に4人目として登板したが、打者2人に対し四球を与え1アウトも取れず降板し、4月14日にマイナー・オプションでAAA級エル・パソ・チワワズに降格、4月18日に、AA級サンアントニオ・ミッションズに配属された。6月11日、フィル・メイトンのメジャー昇格に伴いDFAとなり、翌12日に自由契約となった。6月21日に再びパドレスとマイナー契約を結びAA級サンアントニオに配属された。11月6日にFAとなった。

### 独立リーグ時代
2018年は故郷のチームであるアメリカン・アソシエーションのセントポール・セインツと契約し、7月からは同リーグのスーフォールズ・カナリーズでプレーした。

### その後のキャリア
退団後は、民間エンジニアとして働く傍ら、ジョージア州ピーチツリーシティにあるHome Plateというトレーニング施設でコーチをしていた。
5年のブランクがある中、2023 ワールド・ベースボール・クラシック・イギリス代表に選出され、初戦のアメリカ戦に登板した。

## 人物
母親はコーンウォール出身。

## 詳細情報

### 年度別投手成績
| 年 度     | 球 団     | 登 板 | 先 発 | 完 投 | 完 封 | 無 四 球 | 勝 利 | 敗 戦 | セ 丨 ブ | ホ 丨 ル ド | 勝 率 | 打 者 | 投 球 回 | 被 安 打 | 被 本 塁 打 | 与 四 球 | 敬 遠 | 与 死 球 | 奪 三 振 | 暴 投 | ボ 丨 ク | 失 点 | 自 責 点 | 防 御 率 | W H I P |
| --------- | --------- | ----- | ----- | ----- | ----- | -------- | ----- | ----- | -------- | ----------- | ----- | ----- | -------- | -------- | ----------- | -------- | ----- | -------- | -------- | ----- | -------- | ----- | -------- | -------- | ------- |
| 2016      | MIA       | 3     | 3     | 0     | 0     | 0        | 0     | 1     | 0        | 0           | .000  | 59    | 13.0     | 17       | 4           | 6        | 1     | 1        | 10       | 0     | 0        | 8     | 8        | 5.54     | 1.77    |
| 2017      | SD        | 1     | 0     | 0     | 0     | 0        | 0     | 0     | 0        | 0           | -     | 2     | 0.0      | 0        | 0           | 2        | 0     | 0        | 0        | 0     | 0        | 0     | 0        | -        | -       |
| 通算：2年 | 通算：2年 | 4     | 3     | 0     | 0     | 0        | 0     | 1     | 0        | 0           | .000  | 61    | 13.0     | 17       | 4           | 8        | 1     | 1        | 10       | 0     | 0        | 8     | 8        | 5.54     | 1.92    |

### 背番号
- 67（2016年）
- 47（2017年 - 同年6月）

### 代表歴
- 2013 ワールド・ベースボール・クラシック・イギリス代表
- 2023 ワールド・ベースボール・クラシック・イギリス代表